# Кайзер, Вилли
Ви́льхельм Гу́став Ка́йзер (нем. Wilhelm Gustav Kaiser; 16 января 1912, Победзиска — 24 июля 1986, Гладбек) — немецкий боксёр наилегчайшей весовой категории, выступал за сборную Германии во второй половине 1930-х годов. Чемпион летних Олимпийских игр в Берлине, чемпион национального первенства, победитель многих международных турниров и матчевых встреч.

## Биография
Вилли Кайзер родился 16 января 1912 года в польском городе Победзиска, входившем тогда в состав Германской империи, однако вскоре их семья переехала в Гладбек. Активно заниматься боксом начал в раннем детстве, проходил подготовку в боксёрском клубе «Боксринг 1928». Благодаря череде удачных выступлений удостоился права защищать честь страны на летних Олимпийских играх 1936 года в Берлине — одолел здесь всех соперников в наилегчайшей весовой категории и стал первым в истории немецким олимпийским чемпионом по боксу. На этих же Играх победу одержал другой немец, тяжеловес Херберт Рунге, это выдающееся достижение для национальной сборной, поскольку в следующий раз Германия получила два золота только на Олимпиаде 1988 года.
Получив золотую олимпийскую медаль, Кайзер продолжил выходить на ринг в основном составе немецкой команды, принимая участие во всех крупнейших международных турнирах. Так, в 1937 году он стал чемпионом свой страны и выступил на чемпионате Европы в Милане, где дошёл до полуфинала и занял в итоге четвёртое место — проиграл сначала поляку Эдмунду Собковяку, затем в матче за бронзовую медаль уступил итальянцу Гавино Матте, своему сопернику по Олимпийским играм. Также в этот период Кайзер участвовал в матчевых встречах со сборными Ирландии, Италии, Польши и Финляндии. Всего в любительском боксе он провёл 118 боёв, из них 80 окончил победой, 14 раз проиграл, в 24 случаях была зафиксирована ничья.
Из-за начавшейся Второй мировой войны Вилли Кайзер вынужден был завершить спортивную карьеру. Он был захвачен советскими войсками и несколько лет провёл в лагере для военнопленных. После освобождения в 1949 году вернулся на родину, женился, завёл четверых сыновей (Вилли-младший 1951, Курт 1952, Манфред 1955, Удо 1960). В поздние годы начал увлекаться голубиными гонками, неоднократно побеждал в этом виде спорта на местных чемпионатах. До выхода на пенсию работал муниципальным служащим в Гладбеке. Умер 24 июля 1986 года.